# 유창 (서량후)
유창(劉敞, ? ~ ?)은 전한 말기의 제후로, 광천대왕의 현손이다.

## 행적
아버지 유궁의 뒤를 이어 서량후(西梁侯)에 봉해졌으나, 전한이 멸망하여 작위가 박탈되었다.

## 출전
- 반고, 《한서》 권15하 왕자후표 下

| 선대 아버지 서량애후 유궁 | 전한의 서량후 ? ~ 8년 | 후대 (전한 멸망) |